# 学校ICT環境整備事業
学校ICT環境整備事業（がっこうアイシーティーかんきょうせいびじぎょう）は、文部科学省による学校施設改善事業の一つで、補助率1/2を原則とする学校ICT環境整備事業補助金等を主体とする。事業名は施策の対象とする情報通信技術（Information and Communications Technology）の頭文字に由来する。
世界金融危機 (2007年-2010年)に対する追加経済対策の一環として平成21年度補正予算で事業化され、予算計上額は2081億円で、地方自治体の負担は同じく補正予算で計上された「地域活性化・経済危機対策臨時交付金」で手当てすることを前提とし、事業費総額は4081億円。

## 事業内容
平成23年7月のテレビ放送の完全デジタル化に対応させるため、全国の幼稚園、小学校、中学校、高等学校に設置されている
アナログテレビの買い替え等による視聴できる環境の整備、全国の小学校、中学校、高等学校等における教育用及び校務用のパソコン、校内LANの設備など、学校のICT環境の整備を行うこと。
また、デジタルテレビとパソコン・実物投影機等との連携、パソコン・校内LANを通じたインターネットの活用等により、わかりやすい授業の実現、子供たちの情報活用能力の育成を図ることである。
デジタルテレビの整備
（対象機関は公立幼・小・中・高・中等・特支、公民館）
テレビアンテナ工事
(対象機関は公立幼・小・中・高・中等・特、公民館）
コンピュータの整備（公立小・中・高・中等・特支）
コンピュータ周辺機器の整備
（デジタルカメラ、プロジェクタ、スキャナ、BDレコーダー等録画機器、ソフトウェア等）
校内LAN整備
（対象機関は公立小・中・高・中等・特）
電子黒板の整備
（対象機関は公立小・中学校）